# Bercaeopsis pleomenda
Bercaeopsis pleomenda är en tvåvingeart som först beskrevs av Henry J. Reinhard 1953.  Bercaeopsis pleomenda ingår i släktet Bercaeopsis och familjen köttflugor. Inga underarter finns listade i Catalogue of Life.